# Seamus O’Connor
Seamus O’Connor (* 4. Oktober 1997 in San Diego) ist ein irischer Snowboarder. Er startet in den Freestyledisziplinen.

## Werdegang
O’Connor nimmt seit 2008 an Wettbewerben der Ticket to Ride World Snowboard Tour teil. Dabei holte er im Januar 2010 bei den Burton European Junior Open in Laax auf der Halfpipe seinen ersten Sieg. Im folgenden Jahr siegte er erneut im Halfpipe-Wettbewerb bei den Burton European Junior Open und belegte bei den Burton US Junior Open im Stratton Mountain Resort den dritten Rang auf der Halfpipe. Im Februar 2012 kam er bei den Snowboard-Weltmeisterschaften 2012 in Oslo auf den 53. Platz im Slopestyle und den 32. Rang beim Halfpipe-Wettbewerb. Im selben Monat errang er den zweiten Platz auf der Halfpipe bei den Burton European Junior Open in Laax. Sein erstes FIS-Weltcuprennen fuhr er im August 2012 in Cardrona, welches er auf den 45. Platz auf der Halfpipe beendete. Bei den Snowboard-Weltmeisterschaften 2013 in Stoneham belegte er den 21. Platz im Slopestyle und den 19. Rang auf der Halfpipe. Bei seiner ersten Olympiateilnahme 2014 in Sotschi erreichte er den 17. Platz im Slopestyle und den 15. Rang auf der Halfpipe. Bei den Snowboard-Weltmeisterschaften 2015 am Kreischberg errang er den 13. Platz auf der Halfpipe und den zehnten Platz im Slopestyle. Im Februar 2016 belegte er bei den X-Games Oslo 2016 den 13. Platz auf der Halfpipe. In den folgenden Jahren kam er in der Halfpipe bei den Olympischen Winterspielen 2018 in Pyeongchang auf den 18. Platz und bei den Olympischen Winterspielen 2022 in Peking auf den 15. Rang. Bei den Snowboard-Weltmeisterschaften 2019 in Park City belegte er den 20. Platz und bei den Snowboard-Weltmeisterschaften 2021 in Aspen den 18. Rang in der Halfpipe.